# Kamerunisch-portugiesische Beziehungen
Die kamerunisch-portugiesischen Beziehungen umfassen das zwischenstaatliche Verhältnis zwischen Kamerun (port.: Camarões) und Portugal. Die Länder unterhalten seit 1977 direkte diplomatische Beziehungen.
Ihre Beziehungen gelten als gut, wenn auch noch wenig intensiv. Neben einigen historischen Bezugspunkten, darunter der aus dem Portugiesischen stammende Landesname Kameruns, bestehen politische Verbindungselemente heute eher über EU-Initiativen oder in den UN-Gremien. Wichtigste direkte Verbindungsglieder sind heute der bilaterale Handel und der Sport, neben den wenigen historischen Anknüpfungspunkten oder zivilgesellschaftlichen Initiativen, etwa die private portugiesisch-kamerunische Handelskammer und Freundschaftsgesellschaft CCIPC oder die Projekte portugiesischer NGOs in Kamerun wie die der Assistência Médica Internacional.
Im Jahr 2018 waren 172 kamerunische Staatsbürger in Portugal gemeldet, davon mit 76 die meisten im Distrikt Lissabon. 2008 waren 7 Portugiesen konsularisch in Kamerun registriert.

## Geschichte

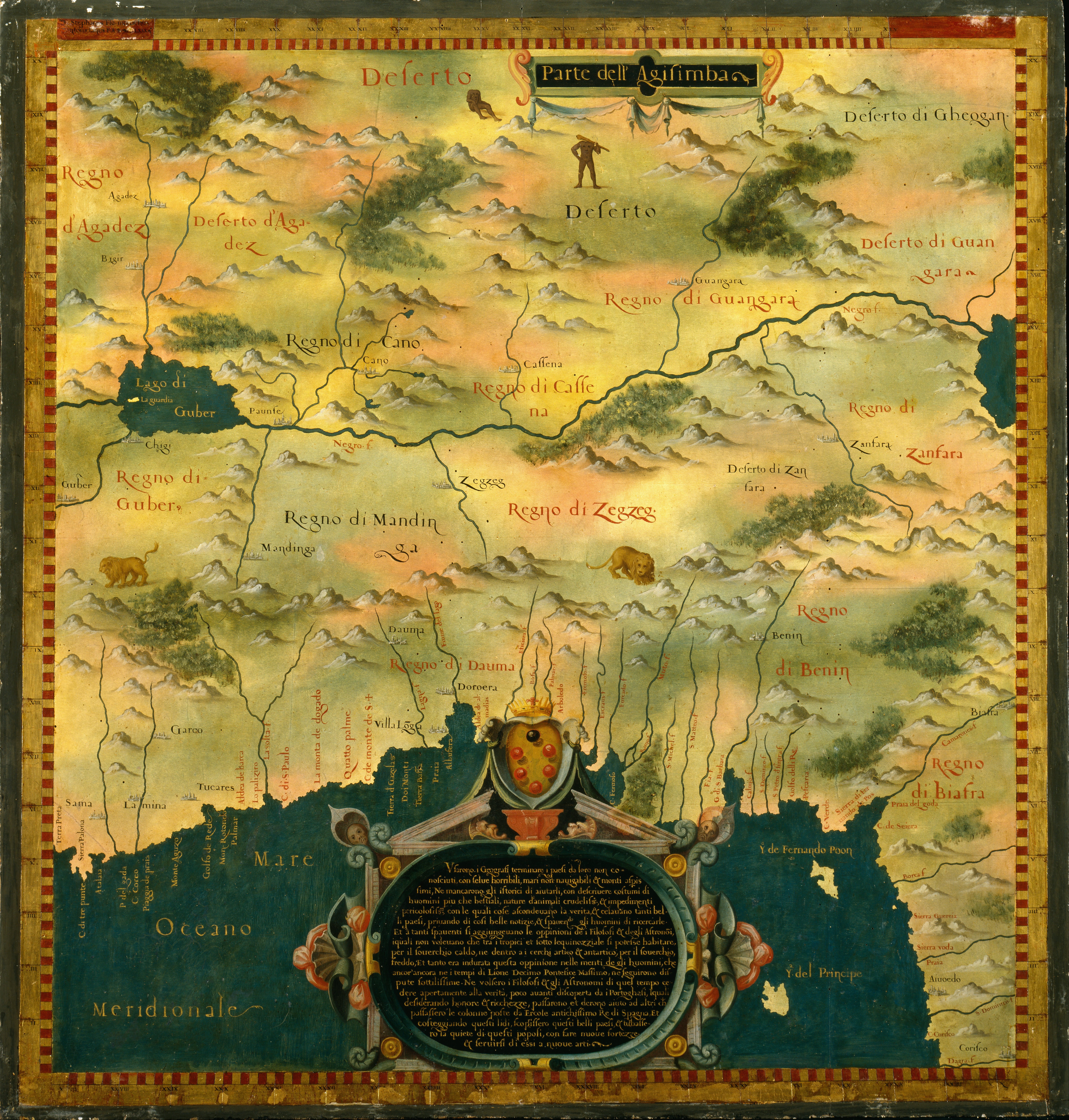
Der Golf von Guinea mit dem heutigen Kamerun, Karte des Italieners Stefano Bonsignori von 1589

Im Zuge der portugiesischen Expansion entlang der afrikanischen Küste gelangten portugiesische Seefahrer 1472 unter dem Kommando Fernando Poos als erste Europäer in das Delta des Wouri-Flusses. Wegen der vielen Krabben (port. Camarões), die sie dort vorfanden, nannten sie den Fluss Rio de Camarões (Krabbenfluss), von dem sich der spätere Name Kamerun ableitet. Die Portugiesen begannen danach, hier Handel zu treiben, insbesondere ab etwa 1520. Haupthandelspartner waren die Küstenvölker am Kamerunästuar, vor allem die Duala. Der Sklavenhandel erreichte hier zunächst keine so große Bedeutung wie in anderen Abschnitten Westafrikas, und so wurde neben Elfenbein und Palmöl vor allem Zuckerrohr ein wichtiges Handelsgut, dessen Anbau die Portugiesen hier selbst eingeführt hatten.
Portugal wandte seinen Blick danach zunehmend auf den lukrativen Indienhandel und seine florierenden Stützpunkte entlang seiner Handelsroute nach Fernost. So entstanden keine bedeutenden portugiesischen Faktoreien im heutigen Kamerun, das daher nicht Teil des portugiesischen Kolonialreichs wurde. Im weiteren Verlauf kam Kamerun zunächst unter britischen und dann deutschen Einfluss, so dass es 1884 Deutsche Kolonie wurde. Nach 1919 wurde Kamerun unter Briten und Franzosen aufgeteilt, bis es am 1. Januar 1960 schließlich unabhängig wurde.
Zum kolonialistischen Estado Novo-Regime in Portugal ging Kamerun danach keine diplomatischen Beziehungen ein, insbesondere auf Grund der 1961 ausgebrochenen Portugiesischen Kolonialkriege in Afrika.
Nach dem Sturz der portugiesischen Diktatur in Folge der Nelkenrevolution 1974 und der folgenden Rückkehr zur Demokratie erfuhr auch die Außenpolitik Portugals eine völlige Neuausrichtung. 1977 nahmen Kamerun und Portugal diplomatische Beziehungen auf.
Erstmals akkreditierte sich ein Vertreter Portugals am 9. März 1979 in der kamerunischen Hauptstadt Yaoundé. Eigene Botschaften eröffneten die Länder im jeweils anderen Land danach nicht (Stand März 2020).
Eine Annäherung erfolgte seither vor allem auf zivilgesellschaftlichem und wirtschaftlichem Gebiet. So gründeten Bürger beider Länder 2017 in Lissabon mit der Câmara de Comércio e Indústria Portugal-Camarões (CCIPC) eine portugiesisch-kamerunische Industrie- und Handelskammer, die sich auch als Freundschaftsgesellschaft versteht.

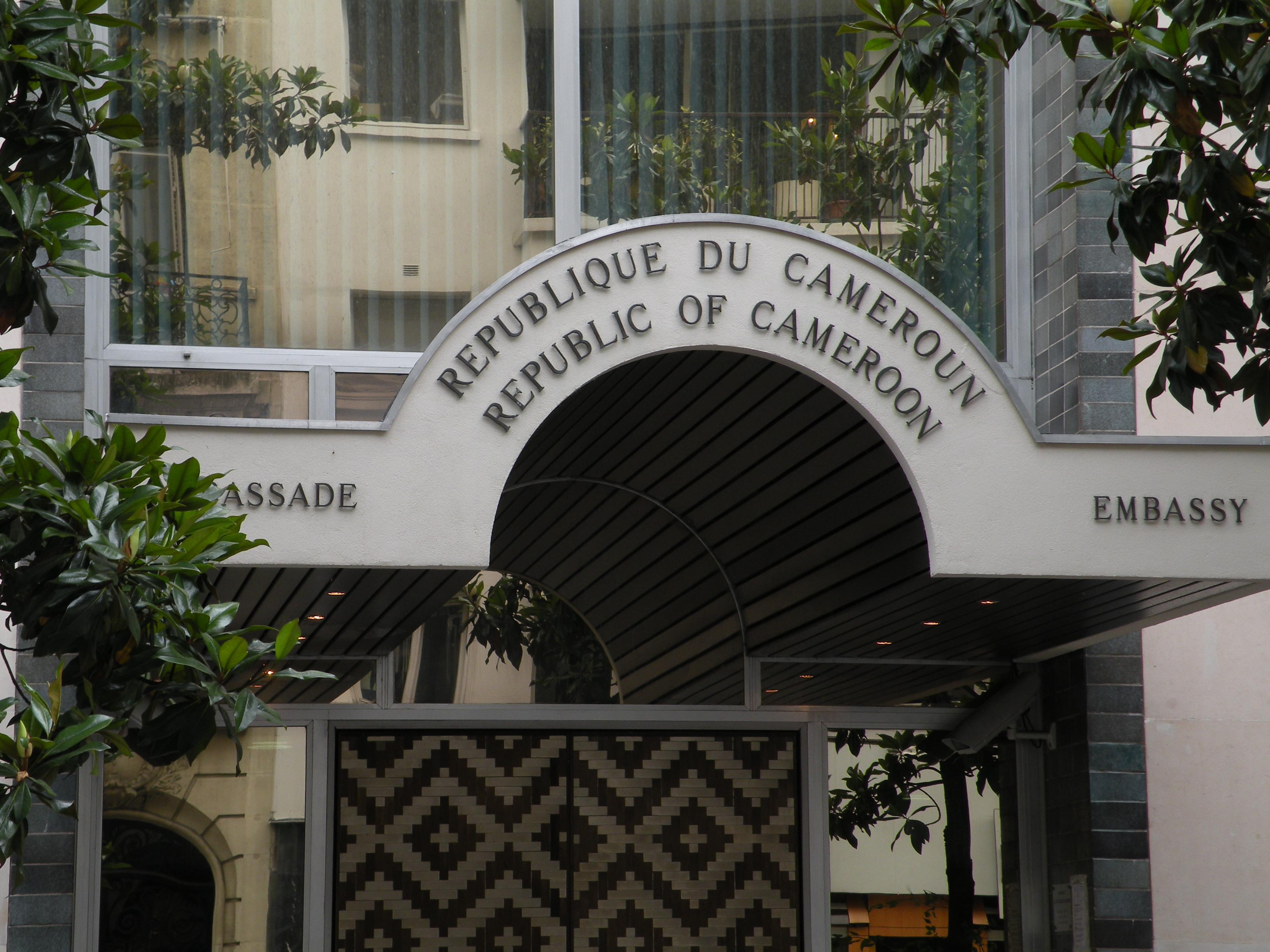
Die Botschaft Kameruns in Paris, sie ist auch für Portugal zuständig.

## Diplomatie
Kamerun führt keine eigene Botschaft in der portugiesischen Hauptstadt Lissabon, das Land gehört zum Amtsbezirk des kamerunischen Botschafters in Paris. Auch Konsulate führt Kamerun in Portugal nicht (Stand März 2020).
Portugal hat ebenfalls keine eigene Botschaft in Kamerun, der portugiesische Botschafter in Nigeria ist für Kamerun zuständig und wird dazu in der kamerunischen Hauptstadt Yaoundé doppelakkreditiert. In der kamerunischen Hafenstadt Douala ist ein portugiesisches Honorarkonsulat eingerichtet.

## Wirtschaft
Der bilaterale Handel ist noch vergleichsweise gering, und seit den abnehmenden Kraftstoffeinfuhren Portugals aus Kamerun insgesamt sogar weiter im Abwärtstrend. Im Jahr 2016 belief sich das Handelsvolumen zwischen Kamerun und Portugal auf 105,891 Mio. Euro (2012: 388,319 Mio.), mit einem Handelsbilanzüberschuss zu Gunsten Kameruns von 58,444 Mio. Euro (2012: 356,675 Mio.). Damit stand Kamerun im portugiesischen Außenhandel an 72. Stelle als Abnehmer und an 53. Stelle als Lieferant, während Portugal im kamerunischen Außenhandel damit an 4. Stelle als Abnehmer und an 36. Stelle als Lieferant stand. 111 portugiesische Unternehmen waren 2015 im Export nach Kamerun tätig (2011: 62).
Im Jahr 2016 exportierte Portugal Waren im Wert von 23,724 Mio. Euro nach Kamerun (2015: 24,411 Mio. 2014: 27,795 Mio.; 2013: 24,363 Mio.; 2012: 15,822 Mio.), davon waren 24,1 % Metallwaren, 19,1 % Maschinen und Geräte, 15,3 % Papier und Zellulose, 11,7 % textile Stoffe und 8,4 % Kunststoffe und Gummi.
Im gleichen Zeitraum lieferte Kamerun Waren im Wert von 82,167 Mio. Euro an Portugal (2015: 235,369 Mio., 2014: 166,209 Mio.; 2013: 809,985 Mio.; 2012: 372,497 Mio.), davon 80,6 % Treibstoffe, 9,3 % landwirtschaftliche Erzeugnisse, 8,0 % Holz, 1,0 % textile Stoffe und 0,3 % Kunststoffe und Gummi.
Die portugiesische Außenhandelskammer AICEP unterhält keine eigene Niederlassung in Kamerun, das Land wird vom AICEP-Büro in Nigeria betreut. Seit 2017 besteht jedoch mit der Câmara de Comércio e Indústria Portugal-Camarões (CCIPC) eine portugiesisch-kamerunische Industrie- und Handelskammer.

## Sport

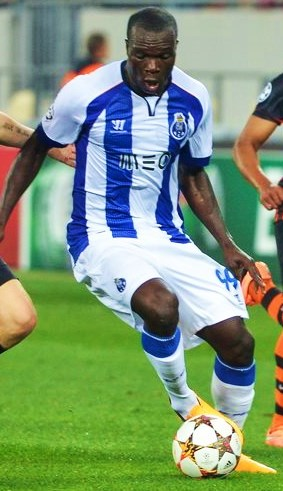
Der kamerunische Nationalspieler Vincent Aboubakar im Trikot des FC Porto (2014)

### Fußball
Männer
Die kamerunische und die portugiesische Fußballnationalmannschaft trafen bisher zweimal aufeinander (Stand März 2020), erstmals am 1. Juni 2010 im portugiesischen Ort Covilhã, das Spiel endete 3:1 für den Gastgeber. Auch die zweite Begegnung fand in Portugal statt, in Leiria, und erneut gewannen die Gastgeber, diesmal mit 5:1.
Die Auswahl Kameruns wurde zwischen 2004 und 2006 durch den Portugiesen Artur Jorge trainiert. Seit 2019 hat Kamerun mit António Conceição erneut einen portugiesischen Nationaltrainer.
Kamerunische Spieler treten häufig auch für portugiesische Klubs an, darunter Nationalspieler wie Clément Beaud, André Bikey, Albert Meyong Zé oder Jean-Paul Yontcha, die jeweils für mehrere Teams in Portugal aufliefen. Zu nennen auch weitere Nationalspieler wie Nicolas Alnoudji (SC Olhanense), Vincent Aboubakar (FC Porto), Guy Stéphane Essame (Boavista Porto), Diederrick Joel (Marítimo Funchal), Alain N’Kong (FC Paços de Ferreira), Michel Pensée (Desportivo Aves), Edgar Salli (Académica de Coimbra), Yvan Neyou (Sporting Braga), Joyskim Dawa (Gil Vicente FC) und Hervé Tchami (CD Feirense).
Gilles Binya gewann 2009 mit Benfica Lissabon den portugiesischen Liga-Pokal, Roudolphe Douala spielte für eine Reihe Vereine in Portugal und wurde im März 2004 zum Spieler des Monats der ersten portugiesischen Liga gewählt. Nationaltorhüter Bassey William Andem spielte einige Jahre für Boavista Porto und beendete 2008 beim CD Feirense seine Karriere, und Jean Onana (2019) und Jean-Claude Billong (2016) begannen ihre Profi-Karrieren in Portugal, beide beim Leixões SC.
Frauen
Die kamerunische und die portugiesische Frauen-Nationalmannschaft trafen bislang nicht zusammen.
Auch beim Algarve-Cup in Portugal war die Frauen-Elf aus Kamerun bislang nicht vertreten (Stand März 2020).

### Andere
Die in Kamerun geborene Kugelstoßerin Auriol Dongmo tritt seit 2020 für Portugal an. Am 15. August 2022 warf sie in München mit 19,82 m portugiesischen Rekord und bei den Hallenweltmeisterschaften 2022 in Belgrad holte sie die einzige portugiesische Goldmedaille des Turniers.
Am 25. Mai 2002 lief die kamerunische Läuferin Florence Djépé in Lissabon über 3.000 Meter kamerunischen Rekord.